# Chemnitz Süd
Chemnitz Süd (z niem. Chemnitz Południowy) – stacja kolejowa w Chemnitz, w kraju związkowym Saksonia, w Niemczech. Znajdują się tu 4 perony.